# 知と性、毛布とセックス
『知と性、毛布とセックス』（ち-せい もうふ-）は、2008年12月3日にバップより発売されたまきちゃんぐの1枚目のアルバム。

## アルバム概要
岡山県岡山市在住の歌手まきちゃんぐのファーストアルバムで、メジャーデビューからの全シングル曲「鋼の心」、「ハニー」、「煙」を含む全11曲を収録している。なお、「ハニー」との両A面シングルであった「ちぐさ」は未収録である。
アルバムのタイトルは本人が冗談で「けしからんタイトル」と言うほどセンセーショナルなものであるが、これは本人とそのスタッフが共同で考えて決定した。当初は『知と性』と『毛布とセックス』の2候補が上がっており、双方ともその意味は「一見合っているようで正反対の存在」を意図したものである。最終的にはどちらか1つに絞ることができず、両候補を読点で結んでこのタイトルとなった。

## 曲解説
1曲目の「9cmのプライド」の9cmとはハイヒールの高さを指しており、どんなに痛くても高いヒールを履く女のプライドを歌っている。
3曲目の「鋼の心」は2008年11月29日公開、阿部寛主演の映画『青い鳥』のオープニングテーマに使用されている。その他にもこの曲は、彼女の地元テレビ局にあたる西日本放送の平日ローカルニュース枠『RNC Newsリアルタイム』のエンディング曲としても一定期間使用されていた。
4曲目の「あの丘へ行こう」も「鋼の心」と同じく西日本放送の『RNC Newsリアルタイム』とその後番組の『RNC news every.』で2010年6月30日までエンディングテーマとして平日の毎日流されていた。
7曲目の「さなぎ」は「鋼の心」と同じく、映画『青い鳥』の主題歌として使用されたが、こちらはエンディング曲として使用された。なお、映画で使用されたバージョンは『さなぎ〜「青い鳥」ヴァージョン』であり、このアルバムに収録されているバージョンとは異なる。この曲はシングル発売されていないが、配信限定シングルとして2008年10月30日まで先行配信された後、11月5日からは有料で配信されている。

## 収録曲
全作詞・作曲：まきちゃんぐ
1. 9cmのプライド（編曲：澤近泰輔）
2. レプリカ（編曲：根岸孝旨）
3. 鋼の心（編曲：坂本昌之）
  - 日活配給映画『青い鳥』オープニングテーマ
  - 西日本放送『RNC Newsリアルタイム』エンディングテーマ
4. あの丘へ行こう（編曲：鈴木DAICHI秀行）
  - 西日本放送『RNC Newsリアルタイム』、『RNC news every.』（～2010年6月30日）エンディングテーマ
5. メトロノーム（編曲：まきちゃんぐ）
6. ハニー（編曲：佐藤準）
  - テレビ朝日系『恋愛百景』エンディングテーマ
7. さなぎ（編曲：まきちゃんぐ）
  - 日活配給映画『青い鳥』エンディングテーマ
8. 煙（編曲：澤近泰輔）
  - 日本テレビ系アニメ『秘密 〜The Revelation〜』エンディングテーマ
9. ポラロイド（編曲：根岸孝旨）
10. 「愛してる」が聞こえない（編曲：澤近泰輔）
11. 砂の城（編曲：澤近泰輔）